# Jean-Claude Ulian
 (décembre 2013).
Si vous disposez d'ouvrages ou d'articles de référence ou si vous connaissez des sites web de qualité traitant du thème abordé ici, merci de compléter l'article en donnant les références utiles à sa vérifiabilité et en les liant à la section « Notes et références ».
Jean-Claude Ulian, né le 21 septembre 1942 à Auch (Gers), est un écrivain, chroniqueur de jazz et conférencier français. 

## Biographie
Né dans une famille d’immigrés italiens installés dans le Gers, il fait des études à Fleurance et Lectoure, puis étudie le droit à Toulouse. Il entame une carrière dans l’administration fiscale, tout en déployant une activité intense dans le monde associatif et culturel local, afin de promouvoir la culture occitane et gasconne en particulier.
Spécialiste du jazz, il est chroniqueur dans des radios locales et a fait partie des organisateurs du festival Jazz in Marciac, où il était chargé de l’édition de la gazette du festival et du festival off qui se tenait dans les arènes.
Dans les années 1970, il publie et illustre un petit journal, La Voix des Cadets, et organise à Saint-Clar (Gers) la fête des Cadets, où se produisent les têtes d’affiche de la chanson occitane : Marti, Patric, Perlinpinpin Fòlc, Ferrine Floc avec Marc Perrone, Nicola, Léa Sempé, et le groupe Nadau, alors appelé Los de Nadau et qui n’est alors qu’un trio, et de nombreux auteurs occitans tels que Marceau Esquieu, Christian Rapin, etc. La rencontre avec Jean-Claude Pertuzé en 1976 incite celui-ci à réaliser son premier album de bandes dessinées, Contes de Gascogne d’après Jean-François Bladé, à l’occasion l’année suivante de la célébration du cent cinquantième anniversaire de la naissance de l’érudit gascon, aussi marquée par un disque vinyle, Tresòrs gascons. Débute ainsi une longue collaboration.
En 1983, il publie ainsi, aux éditions Midi-France, un recueil des textes gascons, avec traduction française, d’Armand Laporte, un ancien instituteur qui fut sacré « roi des Menteurs » à Moncrabeau.
Puis Jean-Claude Ulian publie plusieurs anthologies thématiques, de divers auteurs, sur les Sorcières et sabbats de Gascogne, sur le ciel et les astres (Gascogne céleste), avec entre autres des textes de son ami, l’astrophysicien Michel Cassé, sur la gastronomie (Gascons à table), prix Prosper Estieu décerné par l’Académie du Languedoc (2009), et un ouvrage sur Jean-François Bladé (Sur les pas de Bladé), avec toujours les illustrations de Jean-Claude Pertuzé. 
Il a également publié les écrits du musicien Guy Lafitte, et un ouvrage sur l’histoire du parti socialiste dans le Gers. 
Il a écrit plusieurs chansons en gascon pour des groupes de jazz.
Il entretient des relations suivies avec la région d’origine de son grand-père italien, le Frioul, et travaille avec l’historienne et écrivaine Adriana Miceu, sur les contes, les personnages mythiques et leur parenté avec leurs équivalents gascons. 
Sur ses deux grands-pères, l’un gascon, l’autre frioulan oriental (donc mobilisé sous l’uniforme autrichien), il publie en juillet 2016 un ouvrage qui retrace leurs parcours dans la Grande Guerre et après : Destins croisés (1914-1918).

## Publications
- Armand Laporte, Gasconnades, Toulouse, Midi-France, 1983 (préface), illustrations Jean-Claude Pertuzé
- Sorcières et Sabbats de Gascogne, Toulouse, Loubatières, 1997, illustrations Jean-Claude Pertuzé
- Gascogne céleste, Toulouse, Loubatières, 1999, illustrations Jean-Claude Pertuzé
- Mille neuf cent cinq - 2005, centenaire du Parti socialiste, histoire du socialisme gersois, Laugnac, Art Média, 2005
- Gascons à table, Laugnac, Art Média, Arphivolis, 2006,  illustrations Pertuzé. Prix Prosper Estieu de l’Académie du Languedoc
- Sur les pas de Bladé,  Arphilvolis, 2008,  illustrations Pertuzé, photographies J.-C. Bourgeat
- Guy Lafitte, Comme si c'était le printemps, Laugnac, Art média éd, 2003, 118 p. (ISBN 2-914002-06-8) (préface)
- Guy Lafitte, jazzman gascon (1927-1998), Bulletin de la Société historique, littéraire & scientifique du Gers,  (ISSN 0037-8895), nº 3 juillet-septembre 2004, p. 299-306
- Isabelle Souriment, Jean-Claude Ulian (préface), En Pays de Gascogne, Rouergue, 2010
- Jean de l’Ail, conte, Saint-Clar, ACLED, 2013
- Destins croisés (1914-1918), Arphilvolis, 2016